# Рамон, Гастон
Гастон Рамон (фр. Gaston Ramon, 30 сентября 1886 — 8 июня 1963) — французский ветеринар и биолог. Директор Института Пастера. Член Французской академии наук (1943; académicien libre).

## Биография
Родился в Белешаме (Bellechaume) (Йонна, Франция), учился в Ветеринарной школе Алфорта в 1906—1910. В 1917 году женился на Марте Момон, внучатой племяннице Эмиля Ру. В 1920-х годах Рамон сделал основной вклад в изучение дифтерийного и столбнячного анатоксинов. В частности, он разработал метод инактивации дифтерийного и столбнячного токсинов формальдегидом, который, с некоторыми изменениями, используется и сегодня. Также создал метод определения силы вакцин — необходимый элемент для их производства.

## Награды, память
- Золотая медаль Национального центра научных исследований (1958)
- Изображён на французской почтовой марке 1967 года.